# یوس پوستوما
یوس پوستوما (هلندی: Joost Posthuma؛ زادهٔ ۸ مارس ۱۹۸۱) دوچرخه‌سوار اهل هلند است.
از باشگاه‌هایی که در آن رکاب زده‌است می‌توان به تیم دوچرخه‌سواری رابوبانک دولوپمنت، تیم لوتوان‌ال–یومبو، و تیم ترک-سگافردو اشاره کرد.